# 矢野智美
矢野 智美（やの ともみ、1992年7月17日 - ）は、元テレビ岩手のアナウンサー。

## 経歴
群馬県富岡市出身。東京女子大学日本文学専攻を卒業後、2015年4月にテレビ岩手に入社。身長155cm、血液型はO型。2022年9月にテレビ岩手を退社。
2023年2月に株式会社ヘラルボニーに、新設された岩手コミュニティマネージャーとして入社。
Snow Manのファンクラブに入会している。

## 過去の出演番組

### テレビ岩手アナウンサー時代
- 5きげんテレビ（2016年4月 - 2022年9月29日 サブ司会、就任前及び出演しない日は中継やレポーターを担当）
- news every.（『every.×time4』で中継がある場合に出演。）
- ねだらX（「TOMOMI」名義）
- 定時ニュース

### 株式会社ヘラルボニー時代
- サタデーファンキーズ (2023年4月15日、岩手めんこいテレビ) - 株式会社ヘラルボニーの広報として、「ホンキートーク」のコーナー内包コーナー「ヘラルボニー×サタデーファンキーズ  コラボファッションショー」から番組エンディングまでゲスト出演。[2]